# Rémi Abgrall
Rémi Abgrall (nacido en 1961) es un matemático aplicado francés. Es conocido por sus contribuciones en dinámica de fluidos computacional, análisis numérico de leyes de conservación, flujo multifásico y ecuaciones de Hamilton-Jacobi.Es editor jefe del Journal of Computational Physics desde 2015 y forma parte del consejo editorial de varias revistas científicas internacionales. En 2014 fue ponente invitado en el Congreso Internacional de Matemáticas en Seúl. Es autor de más de 100 artículos científicos publicados en revistas científicas internacionales.Es editor de 4 libros y autor de un libro sobre temas avanzados relacionados con dinámica de fluidos computacional, esquemas de alta resolución y leyes de conservación.

## Educación y carrera
Abgrall se licenció en matemáticas en la École normale supérieure de Saint-Cloud en 1985 y se doctoró en la Universidad Pierre y Marie Curie en 1987 con una tesis titulada Conception d'un modèle semi-lagrangien de turbulence bidimensionnelle.Trabajó en ONERA y luego en Inria como científico investigador. De 1996 a 2013 fue profesor en la Universidad de Burdeos I y luego en el Instituto Politécnico de Burdeos. Desde 2014 es profesor de análisis numérico en la Universidad de Zúrich.

## Honores y premios
En 2001 recibió el Premio Blaise-Pascalde la Academia Francesa de Ciencias. Es miembro honorario del Instituto Universitario de Francia. En 2008 obtuvo una beca avanzada CORDIS del Consejo Europeo de Investigación. Fue elegido miembro de la Sociedad de Matemáticas Industriales y Aplicadas, en la clase 2022 de SIAM Fellows, "por contribuciones fundamentales al desarrollo de métodos numéricos para leyes de conservación, en particular para flujos multifluidos y esquemas de distribución residual".